# NGC 5865
NGC 5865, im Katalog auch als NGC 5868 doppelt geführt, ist eine 14,1 mag helle Linsenförmige Galaxie vom Hubble-Typ E-S0 im Sternbild Jungfrau und etwa 524 Millionen Lichtjahre von der Erde entfernt.
Sie bildet mit NGC 5869 eine gravitationell gebundene Doppelgalaxie und wurde am 11. April 1787 von Wilhelm Herschel mit einem 18,7-Zoll-Spiegelteleskop entdeckt, der sie dabei mit „pB, S, iE, lbM“ beschrieb (geführt als NGC 5865). Herschels Positionsangabe ist jedoch fehlerhaft, so dass die Beobachtung von Heinrich Louis d’Arrest am 27. April 1862 unter NGC 5868 zum zweiten Eintrag im Katalog führte.